# هنري إم. كوران
هنري إم. كوران هو سياسي أمريكي، ولد في 2 يناير 1918 في لوك هيفن، بنسيلفانيا في الولايات المتحدة، وتوفي في 13 مارس 1993. نشط حزبياً في الحزب الجمهوري. وقد انتخب عضو مجلس ولاية نيويورك ‏.